# Kanton Loudéac
Kanton Loudéac (fr. Canton de Loudéac) je francouzský kanton v departementu Côtes-d'Armor v regionu Bretaň. Tvoří ho šest obcí.

## Obce kantonu
- Hémonstoir
- Loudéac
- La Motte
- Saint-Caradec
- Saint-Maudan
- Trévé